# Anesaki
Anesaki är ett område i den japanska staden Ichihara, Chiba prefektur. Det utgör den centrala delen av Anegasaki-distriktet i staden Ichihara (tidigare samhället Anesaki), och en filial till kommunkontoret ligger där. Postnumret är 299-0111.

## Översikt
I norr angränsar området Imazuasayama, i syd Aobadai, i öst Hataki, samt västra Anesaki i väst.

### Floder
I närheten finns Shiizu-floden, men den passerar inte igenom Anesaki.

## Historia
Under Edo-perioden utgjorde området en by i Ichihara distriktet av Kazusa provinsen. År 1889 slogs den samman med omgivande byar och blev till Tsurumaki by. 1891 ändrades namnet till Anesaki samhälle, och 1963 blev det en del av Ichihara stad.

## Antal hushåll och befolkning
Antalet hushåll och befolkningen den 1 november 2017 var följande:
| Namn    | Antal hushåll | Befolkning      |
| ------- | ------------- | --------------- |
| Anesaki | 5849 hushåll  | 11 555 personer |